# کارن کالانتار
کارن لوونی کالانتار (ارمنی: Կարեն Լևոնի Քալանթար؛ زاده ۳۰ ژوئیهٔ ۱۹۲۸ - درگذشته ۱۴ سپتامبر ۲۰۰۰) روزنامه‌نگار، فیلم‌شناس اهل ارمنستان بود. وی بین سال‌های - تا - میلادی فعالیت می‌کرد.

## زندگی‌نامه
وی در ۳۰ ژوئیهٔ ۱۹۲۸ در ایروان در به دنیا آمد و از دانشگاه دولتی ایروان (۱۹۵۱) فارغ‌التحصیل گشت.  وی همچنین برنده جوایزی همچون نشان برجسته افتخار و چهره هنری شایسته ارمنستان شوروی (۱۹۸۲) شد. وی در ۱۴ سپتامبر ۲۰۰۰ در سن ۷۲ سالگی در ایروان درگذشت.